# دیار عاشقان
دیار عاشقان  فیلم جنگی به کارگردانی و نویسندگی حسن کاربخش و با بازی محسن صادقی نسب، پرویز پرستویی، علی ترابی. این فیلم رنگی محصول سال ۱۳۶۲ است و مدت آن ۱۰۳ دقیقه است.

## داستان فیلم
علی، که سرباز احتیاط است، به جبهه فرا خوانده می‌شود. او که زندگیش را در صلح و آرامش گذرانده مایل نیست به خط مقدم اعزام شود. روزها را به کار در آشپزخانه می‌گذراند تا این که با دوست قدیمی اش، مجتبی، که بسیجی است، رو به رو می‌شود. رابطه علی و مجتبی، و بعد مرگ مجتبی، علی را متحول می‌سازد.

## بازیگران
- محسن صادقی نسب
- پرویز پرستویی
- قدرت اله لطیفی
- جلال عزیزی مشفق
- علی دائی
- بهزاد کلهر
- الیزا جوهری
- شمس کاظمی
- اصغر دمیرچی
- بهرام محمدی
- علی ترابی
- محمود تهرانی
- احمدرضا اکبری
- محسن محمودی
- ناصر محمدیان
- ذبیح اله کبلعلی

## جوایز فیلم
- سیمرغ بلورین و جایزه مخصوص داوران از دومین جشنواره فیلم فجر ۱۳۶۲
- سیمرغ بلورین بهترین بازیگر نقش مکمل مرد از دومین جشنواره فیلم فجر ۱۳۶۲